# Temporada de tufões no Pacífico de 2016
A temporada de tufões no Pacífico de 2016 é considerada o quarto início mais tardio de uma temporada de tufões no Pacífico desde o início dos registos confiáveis. Foi uma temporada média, com um total de 26 tempestades nomeadas, 13 tufões e seis supertufões. A temporada decorreu ao longo de 2016, embora normalmente a maioria dos ciclones tropicais se desenvolva entre maio e outubro. A primeira tempestade nomeada da temporada, Nepartak, se desenvolveu em 3 de julho, enquanto a última tempestade nomeada da temporada, Nock-ten, se dissipou em 28 de dezembro.
O desenvolvimento de Nepartak fez o segundo tempo mais recente dentro de uma temporada para a primeira tempestade nomeada se desenvolver e terminou um período de 199 dias (de 17 de dezembro de 2015 a 3 de julho de 2016) durante o qual nenhuma tempestade nomeada estava ativa na bacia. A tempestade tropical Mirinae atingiu o pico de intensidade ao atingir o Delta do Rio Vermelho, causando danos muito graves no norte do Vietname. No final de agosto, três tempestades atingiram a ilha japonesa de Hokkaido, a maior desde 1951. Em setembro, o tufão Meranti atingiu o pico de intensidade com uma pressão mínima de 890 hPa, tornando-se um dos ciclones tropicais mais intensos já registados. O tufão Chaba se tornou o tufão mais forte a atingir a Coreia do Sul desde 2012. A tempestade tropical Aere e uma depressão tropical causaram as piores enchentes no Vietname desde 2011. A última tempestade da temporada, o tufão Nock-ten, se tornou o ciclone tropical mais forte já registado em todo o mundo no dia de Natal (25 de dezembro) desde pelo menos 1960, em termos de ventos sustentados máximos de 1 minuto.
O escopo deste artigo é limitado ao Oceano Pacífico ao norte do equador entre 100 ° E e o 180º meridiano. No noroeste do Oceano Pacífico, existem duas agências distintas que atribuem nomes aos ciclones tropicais, o que geralmente resulta em uma tempestade com dois nomes. Agência Meteorológica do Japão(JMA)  nomeará um ciclone tropical caso seja considerado como tendo velocidades de vento sustentadas de 10 minutos de pelo menos 65 km/h em qualquer lugar da bacia, enquanto a Administração de Serviços Atmosféricos, Geofísicos e Astronômicos das Filipinas(PAGASA) atribui nomes aos ciclones tropicais que se movem ou se formam como depressões tropicais em sua área de responsabilidade, localizados entre 115° E e 135° E e entre 5° N e 25° N, independentemente de o ciclone tropical ter ou não recebido um nome da JMA. Depressões tropicais monitoradas pelo Joint Typhoon Warning Center dos Estados Unidos(JTWC) recebem um número com um sufixo "W".

## Previsões sazonais
| Previsões TSR Data    | Tempestades tropicais | Tufões totais                 | CT intensos                   | ECA                        | Ref   |
| --------------------- | --------------------- | ----------------------------- | ----------------------------- | -------------------------- | ----- |
| Média (1965–2015)     | 26                    | 16                            | 9                             | 298                        | [ 1 ] |
| 7 de maio de 2016     | 22                    | 13                            | 6                             | 217                        | [ 1 ] |
| 6 de julho de 2016    | 22                    | 13                            | 7                             | 239                        | [ 2 ] |
| 8 de agosto de 2016   | 22                    | 13                            | 7                             | 231                        | [ 3 ] |
| Outras previsões Data | Centro previsões      | Período                       | Período                       | Sistemas                   | Ref   |
| 8 de janeiro de 2016  | PAGASA                | janeiro — março               | janeiro — março               | 1–2 ciclones tropicais     | [ 4 ] |
| 8 de janeiro de 2016  | PAGASA                | abril — junho                 | abril — junho                 | 1–3 ciclones tropicais     | [ 4 ] |
| 28 de junho, 2016     | CWB                   | 1 de janeiro — 31 de dezembro | 1 de janeiro — 31 de dezembro | 19–23 tempestade tropicais | [ 5 ] |
| 15 de julho de 2016   | PAGASA                | julho — setembro              | julho — setembro              | 5–11 ciclones tropicais    | [ 6 ] |
| 15 de julho de 2016   | PAGASA                | outubro — dezembro            | outubro — dezembro            | 4–9 ciclones tropicais     | [ 6 ] |
|                       | Centro Previsões      | Ciclones tropicais            | Tempestades tropicais         | Tufões                     | Ref   |
| Atividade atual:      | JMA                   | 51                            | 26                            | 13                         |       |
| Atividade atual:      | JTWC                  | 30                            | 26                            | 17                         | [ 7 ] |
| Atividade atual:      | PAGASA                | 14                            | 13                            | 9                          |       |

Durante o ano, vários serviços meteorológicos nacionais e agências científicas prevêem quantos ciclones tropicais, tempestades tropicais e tufões se formarão durante uma temporada e quantos ciclones tropicais afetarão um determinado país. Essas agências incluíram o Tropical Storm Risk(TSR) Consórcio da University College London, PAGASA e Central Weather Bureau de Taiwan. Algumas das previsões levaram em consideração o ocorrido nas estações anteriores e as condições do El Niño observadas no ano anterior. A primeira previsão do ano foi divulgada pela PAGASA durante janeiro de 2016, dentro da sua previsão climática sazonal para o período de janeiro - Junho. A previsão indicava que um a dois ciclones tropicais eram esperados entre janeiro e março, enquanto um a três deveriam se desenvolver ou entrar na Área de Responsabilidade das Filipinas entre abril e junho.
Durante março, o Observatório de Hong Kong previu que a temporada de tufões em Hong Kong seria quase normal, com quatro a sete ciclones tropicais passando em 500 km do território em comparação com uma média de seis, que foi revisada para cinco a oito ciclones tropicais em agosto. Em 7 de maio, o Tropical Storm Risk divulgou a sua primeira previsão para a temporada e previu que seria uma temporada tranquila, com 22 tempestades tropicais, 13 tufões e 6 tufões intensos se desenvolvendo durante o ano, enquanto um índice ECA de 217 também foi previsto. Antes da estação chuvosa da Tailândia começar em maio, o Departamento Meteorológico da Tailândia previu que dois ciclones tropicais se moveriam perto da Tailândia durante 2016. Eles previram que havia uma grande chance de que o primeiro ciclone tropical passasse pelo norte e nordeste da Tailândia durante agosto ou setembro.  O segundo ciclone tropical estava previsto para passar pelo sul da Tailândia durante outubro e novembro.  Em 28 de junho, o Departamento Central de Meteorologia de Taiwan previu que entre 19 e 23 tempestades tropicais se desenvolveriam na bacia, enquanto duas - esperava-se que quatro sistemas afetassem o próprio Taiwan.
Em 6 de julho, a TSR divulgou a sua segunda previsão para a temporada. Eles previram principalmente os mesmos números da previsão anterior, mas aumentaram o número de tufões intensos para 7. A PAGASA divulgou a sua segunda e última previsão para o ano em 15 de julho, dentro da sua previsão climática sazonal para o período de julho - dezembro. A previsão indicava que entre cinco e onze ciclones tropicais eram esperados entre julho e setembro, enquanto quatro a nove deveriam se desenvolver ou entrar na Área de Responsabilidade das Filipinas entre outubro e dezembro. A TSR divulgou sua previsão final para a temporada em 8 de agosto, sustentando os números de ciclones tropicais, porém seu ACE foi ligeiramente menor do que a previsão anterior.

## Resumo da temporada

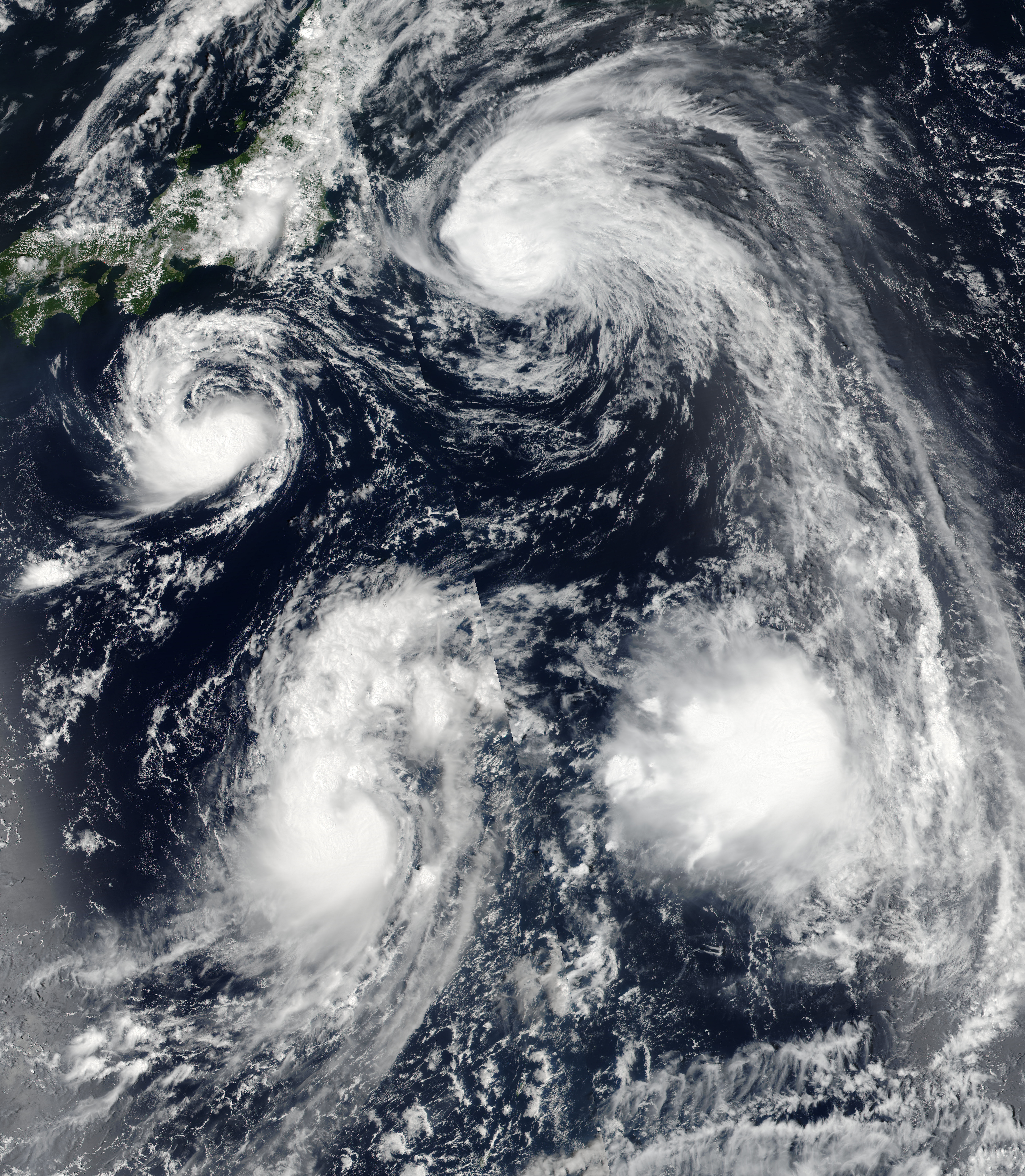
Um trio de tempestades no sudeste do Japão em 20 de agosto; Lionrock(esquerda), Mindulle(embaixo à esquerda) e Kompasu(em cima)

Apesar do início tardio da temporada, a temporada de 2016 foi normal e ativa, com um total de 53 depressões tropicais, das quais 26 se tornaram tempestades tropicais. Após cinco meses de inatividade, a primeira depressão tropical se desenvolveu em 26 de maio, tornando-se a quinta estação mais recente para a formação de um sistema. De acordo com os registos existentes, apenas quatro outras temporadas começaram depois - as temporadas de 1973, 1983, 1984 e 1998. A atividade tropical em toda a bacia tornou-se marginalmente favorável ao desenvolvimento e duas depressões tropicais se desenvolveram durante o mês de junho. Em 3 de julho, Nepartak se tornou a primeira tempestade tropical com nome, tornando-se a segunda primeira tempestade com nome já registada. A nomeação de Nepartak encerrou um período de 199 dias (de 17 de dezembro de 2015 a 2 de julho de 2016) durante o qual nenhuma tempestade nomeada estava ativa na bacia; este período empatou o período de 199 dias de 22 de dezembro de 1997 a 8 de julho de 1998. O Nepartak atingiu a intensidade do supertufão de categoria 5 antes de atingir o continente em Taiwan e no leste da China, causando um total de US$ 1,52 mil milhões em danos. No final de julho, a tempestade tropical Mirinae atingiu seu pico de intensidade ao atingir o Delta do Rio Vermelho no norte do Vietname. A tempestade causou um total de US$ 334 milhões em danos em Ainão e no Vietname. Mais tarde, Nida atingiu quase a força de um tufão; afetou as Filipinas, a China meridional e o Vietname, mas seus danos foram menores do que os de Mirinae. A temporada ficou mais ativa em agosto, com 7 tempestades nomeadas. Exceto Dianmu, que afetou o China meridional, a Indochina, todos os ciclones tropicais de agosto afetaram o Japão e o Extremo Oriente Russo. No final de agosto, três tempestades (Chanthu, Lionrock e Kompasu) atingiram a ilha japonesa de Hokkaido, a maior desde 1951. Lionrock foi um ciclone tropical grande, poderoso, de vida longa e irregular, que causou inundações e vítimas significativas na Coreia do Norte e no Japão no final de agosto.

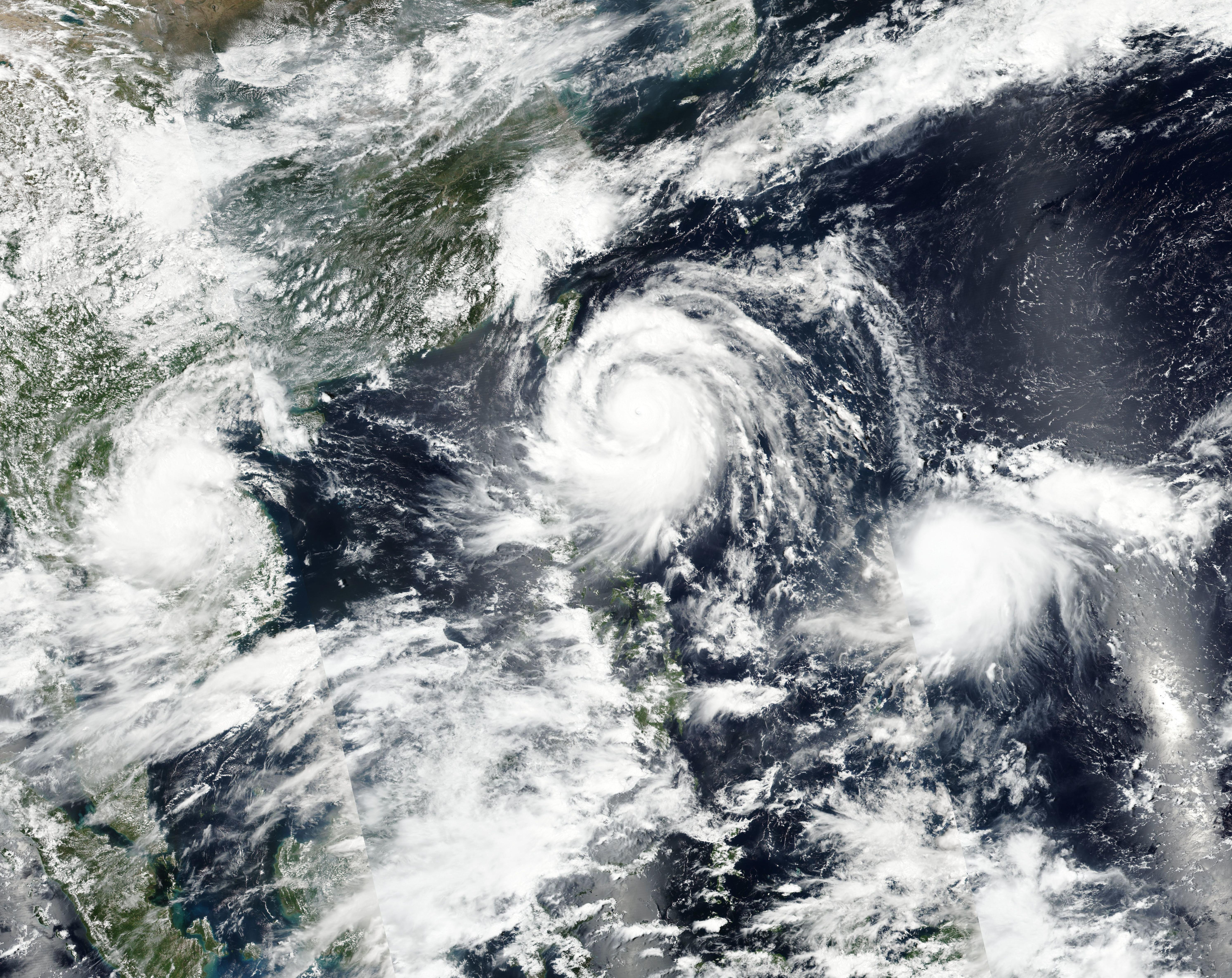
Três tempestades ativas durante 13 de setembro: Rai (esquerda), Meranti (centro) e Malakas (direita)

Em setembro, o tufão Meranti tornou-se o tufão mais forte em termos de pressão desde o tufão Megi em 2010, bem como o tufão mais forte em termos de ventos sustentados desde o tufão Haiyan em 2013, e o segundo ciclone tropical mais forte do mundo em 2016, atrás apenas do ciclone Winston, em termos de pressão. O tufão Megi atingiu o seu pico de intensidade como um tufão de categoria 3 ao atingir Taiwan. Meranti e Megi aterrissaram em Fuquiém, na China, e causaram danos no total de US$ 3,6 mil milhões. Rai em meados de setembro tornou-se uma tempestade tropical fraca antes de atingir o Vietname, Laos e Tailândia, causando inundações e danos moderados. O tufão Malakas impactou o Japão com um total de quase $ 740 milhões de danos como um tufão de categoria 4. No final de setembro e início de outubro, o tufão Chaba atingiu a intensidade de supertufão de categoria 5 e se tornou o ciclone tropical mais forte a atingir a Coreia do Sul desde Sanba em 2012. Chaba também causou 7 mortes no país. Uma depressão tropical formou-se a leste do Linha Internacional de Data em 3 de outubro e entrou na bacia antes de se transformar no tufão Songda. Songda atingiu a região noroeste do Pacífico dos Estados Unidos e Canadá como um poderoso ciclone extratropical. A forte tempestade tropical Aere afetou partes do sudeste Asiático em meados de outubro, incluindo a pior inundação no Vietname desde 2010, causando um total de US$ 209 milhões de danos.  Mais tarde, o tufão Sarika se tornou um poderoso tufão e afetou as Filipinas, a China e o Vietname, causando graves danos, bem como graves inundações no sul da China. Depois de Sarika, o tufão Haima atingiu a força de supertufão de categoria 5 antes de atingir as Filipinas e a China, causando um total de US $ 1,93 mil milhões em danos. Haima foi o ciclone tropical mais severo a afetar Hong Kong em outubro desde 1995. No início de novembro, uma depressão tropical atingiu o sul do Vietname e causou fortes enchentes no centro e no sul do Vietname, causando danos moderados. No final de dezembro, Nock-ten se tornou o ciclone tropical de Natal mais forte já registado em qualquer lugar do mundo desde pelo menos 1960 em termos de ventos sustentados de 1 minuto, antes de atingir as Filipinas.

## Sistemas

### Depressão tropical 01W
Durante 25 de maio, a depressão tropical 01W se desenvolveu no norte do Mar da China Meridional, cerca de 600 km ao sul de Hong Kong, China. O sistema posteriormente se moveu para o noroeste e se desenvolveu ligeiramente, antes de atingir a costa perto de Yangjiang em Guangdong, China, durante o dia seguinte. O sistema posteriormente enfraqueceu rapidamente e degenerou em uma área de baixa pressão durante o dia 27 de maio.
O sistema trouxe tempestades e chuvas fortes para o Delta do Rio das Pérolas, incluindo partes de Hong Kong, Macau e a província de Guangdong, onde uma ponte foi destruída pelas inundações e duas pessoas ficaram feridas. No Terminal Marítimo de Macau, dois passageiros ficaram feridos na colisão de um navio com o terminal, enquanto não foram reportados danos significativos em Hong Kong. Os danos na China foram de CN ¥ 60 milhões (US $ 9,14 milhões).

### Depressão tropical Ambo
No início de 26 de junho, o JMA e o PAGASA relataram que a depressão tropical Ambo havia se desenvolvido sobre o Mar das Filipinas, cerca de 555 km a leste de Manila, na ilha de Luzon, nas Filipinas. O sistema foi localizado em um ambiente considerado favorável para um maior desenvolvimento, com baixo cisalhamento vertical do vento e uma vazão razoável. No entanto, o amplo centro de circulação de baixo nível da depressão estava se movendo para noroeste rapidamente, o que significava que a borda sul da circulação não poderia se fechar e ficar exposta. Posteriormente, o sistema atingiu Luzon, nas Filipinas, mais tarde naquele dia, onde, de acordo com a PAGASA, enfraqueceu rapidamente em uma área de baixa pressão. No entanto, a JMA continuou a monitorar o sistema como uma depressão tropical ao longo de 27 de junho, à medida que emergia em um ambiente desfavorável para um maior desenvolvimento no Mar do Sul da China. A depressão subseqüentemente atingiu a província chinesa de Guangdong, antes de ser observada pela última vez em 28 de junho, quando se dissipou por terra.
Várias viagens marítimas na província insular filipina de Catanduanes foram canceladas com um total de sete passageiros, três cargas rolantes e um navio encalhado no porto de Virac.

### Tufão Nepartak (Butchoy)
Em 2 de julho, uma depressão tropical formou 780 km ao sudeste do estado de Yap. No dia seguinte, a depressão transformou-se em tempestade tropical, recebendo o nome de Nepartak.  Em 4 de julho, a organização aumentou e Nepartak intensificou-se para uma forte tempestade tropical.  Naquela época, PAGASA atribuiu o nome local Butchoy ao entrar em sua área de responsabilidade. No início de 5 de julho, Nepartak começou a sofrer uma rápida intensificação, atingindo a força de um tufão.  Nepartak logo atingiu a intensidade do supertufão Categoria 5. Durante o curso de 6 de julho, Nepartak atingiu seu pico de intensidade com ventos sustentados de 10 minutos de 205 km/h (127 mph) e uma pressão barométrica mínima de 900 mbar. Nepartak começou a enfraquecer no dia seguinte, antes de chegar à cidade de Taitung em 8 de julho. Nepartak enfraqueceu para uma tempestade tropical ao fazer seu segundo desembarque em Shishi, Fujian. Nepartak rapidamente se deteriorou sobre a terra e se dissipou totalmente em 10 de julho.
Duas pessoas morreram afogadas em 7 de julho após serem arrastadas para o mar por ventos fortes em Taiwan. Um total de sete grandes rodovias também foram danificadas em Taiwan. Pelo menos 10 pessoas foram mortas e 11 outras foram dadas como desaparecidas em Fujian e Jiangxi. Pelo menos 3 144 casas foram destruídas e 15,800 hectares (39,000 acres) de plantações foram danificados; perdas econômicas totais atingiram ¥ 2,2 mil milhões (US$ 320 milhão). No geral, Nepartak matou e um total de 86 pessoas, principalmente da província de Fujian, e causou um total de ¥ 9,99 mil milhões (US$ 1,49 bilhão) de danos.

### Depressão tropical 03W
Durante 14 de julho, um distúrbio tropical desenvolveu cerca de 400 km a oeste-noroeste de Guam. Neste momento a convecção atmosférica ao redor do sistema estava desenvolvendo, sobre o centro de circulação de baixo nível fraco, mas em desenvolvimento do sistema.  No entanto, como uma crista subtropical de alta pressão estendeu uma quantidade significativa de ar seco sobre o distúrbio, as condições foram avaliadas como marginalmente favoráveis para o desenvolvimento do sistema.  Nos dias seguintes, o sistema desenvolveu-se gradualmente à medida que se movia para o noroeste e foi classificado como depressão tropical pelo JMA durante 15 de julho. Após a consolidação do sistema, ele foi classificado como depressão tropical 03W pelo JTWC durante 17 de julho. No entanto, o sistema enfraqueceu durante aquele dia à medida que se movia em direção aos polos, ao longo da borda oeste da crista subtropical de alta pressão, para uma área de crescente cisalhamento vertical do vento.  Como resultado, o JTWC esperava que o sistema se dissipasse rapidamente e emitiu seu comunicado final no final do dia. No entanto, nos próximos dias, o sistema continuou a se mover para o norte e impactou as Ilhas Ryūkyū, antes de ser notado pela última vez pela JMA em 20 de julho.

### Tempestade tropical Lupit
Durante 21 de julho, um distúrbio subtropical desenvolveu-se no final de um vale de latitude média de baixa pressão, a cerca de 775 km a leste de Iwo-To. No dia seguinte, a convecção atmosférica profunda desenvolveu-se sobre o centro de circulação de baixo nível alongado do sistema, antes de ser classificado como uma depressão tropical pelo JMA durante o dia 22 de julho. No dia seguinte, conforme a tempestade se movia de norte a nordeste em torno de uma crista subtropical de alta pressão, a sua estrutura melhorou à medida que desenvolveu um núcleo quente e se consolidou. O sistema híbrido foi posteriormente classificado como tempestade tropical 04W pelo JTWC durante 23 de julho, antes de o JMA nomeá-lo Lupit mais tarde naquele dia.  No dia seguinte, Lupit atingiu o pico com ventos sustentados de 75 km/h, ao passar por uma transição extratropical e assumir características frontais. Lupit posteriormente tornou-se extratropical em 24 de julho, antes de se dissipar em 26 de julho, ao se mover para o mar de Okhotsk.

### Tempestade tropical severa Mirinae
Mirinae foi observada pela primeira vez como uma depressão tropical durante 25 de julho, quando se deslocou da costa oeste de Luzon para o Mar da China Meridional, a cerca de 300 km a leste das Ilhas Paracel. No dia seguinte, passou a se chamar Mirinae por ter se tornado uma tempestade tropical. Mirinae posteriormente enfraqueceu ligeiramente ao chegar ao continente mais tarde naquele dia, perto de Wanning e cruzar a Ilha de Ainão. Ele se intensificou novamente ao entrar no Golfo de Tonquim. O sistema atingiu o seu pico de intensidade como uma forte tempestade tropical em 27 de julho, com ventos sustentados de 10 minutos de 95 km/h. O sistema atingiu o continente cerca de 110 km ao sul de Hanói, no norte do Vietname, mais tarde naquele dia. Mirinae posteriormente enfraqueceu-se gradualmente no norte do Vietnã, antes de se dissipar no norte de Hanói.
Em Ainão, as perdas econômicas causadas pela tempestade chegaram a 300 milhões de yuans (US$ 45 milhões). Em 29 de julho, a tempestade deixou cinco pessoas mortas e outras cinco desaparecidas no Vietnã. Graves danos à infraestrutura foram relatados no norte do Vietname, com danos às linhas de energia causando apagões e cortes de energia em algumas áreas. Mirinae também afundou 12 barcos, destruiu os telhados de 1 425 casas e arrancou cerca de 5.000 árvores. Os danos no Vietname totalizaram ₫ 7,229 mil bilhões ($ 323,9 milhões).

### Tempestade tropical severa Nida (Carina)
Durante 28 de julho, uma depressão tropical desenvolveu cerca de 1 020 km a leste-sudeste de Manila, nas Filipinas. No dia seguinte, à medida que o sistema se movia na direção norte-noroeste sob a influência de uma crista subtropical de alta pressão, a convecção profunda começou a envolver o centro de circulação de baixo nível do sistema. Durante aquele dia, PAGASA atribuiu o nome local de Carina.
Em 31 de julho, Nida desembarcou na área entre Baggao e Gattaran da província de Cagayán nas Filipinas às 13:20 PST (05:20 UTC ) como uma forte tempestade tropical. Às 03:35 CST de 2 de agosto (19:35 UTC de 1º de agosto), Nida atingiu a Península de Dapeng em Shenzhen, Cantão, China como uma forte tempestade tropical.

### Tempestade tropical severa Omais
Durante o dia 2 de agosto, o JMA começou a monitorar uma depressão tropical que se desenvolveu em um ambiente favorável para um maior desenvolvimento, cerca de 565 km ao nordeste de Hagåtña, Guam. O sistema tinha um centro de circulação de baixo nível amplo e fraco, que tinha convecção atmosférica queimando ao redor da borda externa do sistema. Nos dias seguintes, o sistema moveu-se lentamente para nordeste, antes de ser classificado como tempestade tropical 07W pelo JTWC e denominado Omais pelo JMA durante 4 de agosto.
Um sistema de alta pressão manteve Omais a leste do Japão, produzindo condições quentes e húmidas em todo o Japão, aproximadamente cerca de 1000 pessoas foram levadas ao hospital devido à insolação quando o índice de calor atingiu os 40 graus.
Em 9 de agosto, Omais fez a transição para um ciclone extratropical ao se mover sobre águas mais frias do noroeste do Oceano Pacífico, Omais se dissipou totalmente em 10 de agosto.

### Tempestade tropical Conson
Em 7 de agosto, o JMA começou a monitorar uma depressão tropical que havia se desenvolvido cerca de 390 km a oeste da Ilha Wake. No dia seguinte, o sistema desenvolveu-se gradualmente à medida que se movia para sudoeste, antes de o JTWC classificá-lo como depressão tropical 08W durante 8 de agosto. Mais tarde naquele dia, o JMA atualizou 08W para uma tempestade tropical, batizando-o de Conson. Apesar de algum cisalhamento moderado do vento, Conson se intensificou lentamente e mais tarde atingiu fortes tempestades tropicais em 10 de agosto. O JTWC mais tarde afirmou que a convecção profunda estava e também comprido se formando perto do centro de Conson, no entanto, logo depois disso, a convecção tornou-se desorganizada.
Em 11 de agosto, a convecção se intensificou novamente, no entanto, seu LLCC ficou exposto, fazendo com que o JTWC diminuísse sua intensidade para o ponto mais baixo da intensidade da tempestade tropical. O JMA também rebaixou Conson a uma tempestade tropical. No dia seguinte, imagem de satélite mostrou que a estrutura convectiva do Conson estava começando a se deteriorar à medida que passava a interagir com o ar mais seco, suprimindo a convecção. O centro de Conson se tornou muito mais amplo e exposto no início de 13 de agosto. Enquanto se movia para noroeste, Conson tornou-se melhor definido do que antes, no entanto, sua convecção era mais rasa, pois começou a interagir com temperaturas mais frias da superfície do mar e ar mais seco. Em 14 de agosto, o JTWC emitiu o seu alerta final sobre o Conson, uma vez que ele começou a passar por sua transição extratropical como resultado de um forte cisalhamento do vento e a interação da zona baroclínica de latitude média. O JMA rastreou Conson até que ele fez a transição completa para um ciclone extratropical em 15 de agosto e atingiu a península de Nemuro. Seus remanescentes foram rastreados até o meio-dia de 16 de agosto.

### Tempestade tropical severa Chanthu
Durante o dia 11 de agosto, o JMA começou a rastrear uma depressão tropical, enquanto o JTWC emitiu um Alerta de Formação de Ciclone Tropical, pois estava localizado a cerca de 695 km oeste-noroeste de Guam. Depois de serpentear para o leste, o JTWC designou o sistema como 09W, enquanto o JMA imediatamente atualizou 09W para uma tempestade tropical e atribuiu a ela o nome de Chanthu em 13 de agosto. O JTWC fez o mesmo no início de 14 de agosto. Com um LLCC melhorando, Chanthu rapidamente se desenvolveu em uma tempestade tropical severa do JMA, como mais tarde foi localizado em uma área de ambientes favoráveis de fortalecimento. Apesar de uma grande chance de fortalecimento e um LLCC bem definido, Chanthu parou de gerar convecção quando o JMA o rebaixou para uma tempestade tropical.
Mais tarde naquele dia, a convecção em em desenvolvimento foi associada ao seu LLCC, pois estava começando a sua transição extratropical enquanto interagia com o fluxo de latitude média. Portanto, no início de 17 de agosto, Chanthu mais uma vez atingiu forte tempestade tropical ao atingir o seu pico de intensidade com uma pressão mínima de 980 milibares (28,94 inHg), enquanto a leste do arquipélago japonês de Honshu. Pouco depois, o JTWC emitiu o seu aviso final sobre Chanthu. O JMA emitiu o seu aviso final algumas horas depois, ao atingir o cabo Erimo de Hokkaido, Japão, no pico de intensidade.

Os danos agrícolas no Japão foram de ¥ 9,49 bilhões (US $ 94,7 milhões).

### Tempestade tropical Dianmu
Em 15 de agosto, uma depressão tropical desenvolveu cerca de 305 km ao sudeste de Hong Kong. Durante o curso de 17 de agosto, imagens de satélite aprimoradas mostraram que Dianmu estava se organizando rapidamente com uma convecção profunda em chamas em torno de seu LLCC. Dianmu atingiu a costa na província de Haiphong e Thai Binh, no norte do Vietname. Enquanto estava por terra, o sistema gradualmente enfraqueceu em uma depressão tropical, antes de degenerar em uma área de baixa pressão durante 20 de agosto, enquanto estava sobre Mianmar.
Na província de Ainão, China, as fortes chuvas de Dianmu elevaram o nível da água na barragem de Longtang, no rio Nandu, a uma altura recorde de dez anos de 13,35 metros. A capital de Ainão, Haikou, sofreu inundações em algumas áreas. Em Quang Ninh, um total de 11 casas desabaram e os danos totais na cidade chegaram a 3,5 mil milhões de VND (US$ 157.000).

### Tufão Mindulle
Uma depressão tropical se formou a noroeste de Guam em 17 de agosto. Em 19 de agosto, o sistema se tornou uma tempestade tropical e foi batizado de Mindulle no início de 19 de agosto. No entanto, uma baixa de nível superior ao norte e a predecessora da tempestade tropical Kompasu ao nordeste estavam sufocando o desenvolvimento do escoamento para os pólos.
Movendo-se na borda leste de um giro de monções de latitude relativamente alta e sendo dirigido pela extensão sul da cordilheira subtropical ancorada a leste do Japão, a intensificação de Mindulle foi limitada em 20 de agosto, devido ao modesto arrastamento de ar seco resultando em convecção em explosiva perto e em torno do LLCC. Embora Mindulle tenha se tornado uma forte tempestade tropical quando tinha aproximadamente 380 km (240 mi) noroeste de Chichi-jima por volta das 15:00 JST (06:00 UTC) em 21 de agosto, o fluxo da tempestade tropical Lionrock para o oeste estava inibindo o desenvolvimento posterior, pois a distância entre seus centros naquele momento era de apenas cerca de 600 km (370 mi). Com temperaturas quentes da superfície do mar entre 30 to 31 °C (86 to 88 °F), bons canais de escoamento em direção ao equador e pólo, bem como baixo cisalhamento vertical do vento, Mindulle tornou-se um tufão por volta das 03:00 JST de 22 de agosto (18:00 UTC de 21 de agosto), quando o centro estava localizado a cerca de 40 km (25 mi) a leste de Hachijō-jima. Por volta das 12:30 JST (03:30 UTC), Mindulle fez um desembarque sobre a área perto de Tateyama, Chiba.

### Tufão Lionrock (Dindo)
O sistema que se tornaria o Tufão Lionrock foi identificado pela primeira vez como um distúrbio híbrido em 15 de agosto, enquanto estava localizado por volta de 585 km a oeste da Ilha Wake. Desenvolveu-se em uma depressão tropical de cerca de 690 km (430 mi) a noroeste da Ilha Wake em 16 de agosto. Nessa época, o distúrbio tinha um centro de circulação de baixo nível amplo e mal organizado, que tinha algumas faixas rasas de convecção atmosférica envolvendo-o livremente. No dia seguinte, o sistema moveu-se para o norte, enquanto uma célula TUTT criava subsidência e vento forte vertical sobre o sistema. O JTWC considerava o sistema subtropical nesta época, pois a sua estrutura era assimétrica, com convecção profunda deslocada para norte e leste do centro de circulação de baixo nível do sistema. Do final de 20 de agosto ao início de 22 de agosto, o sistema teve pelo menos alguma interação com o Mindulle, tomando um caminho errático e lento por um tempo. O fortalecimento recomeçou rapidamente, com o sistema já começando a desenvolver um olho em meados de 23 de agosto. Em meados de 24 de agosto, o sistema atingiu um pico inicial como uma tempestade equivalente à Categoria 3.
Lionrock entrou na Área de Responsabilidade das Filipinas em 25 de agosto de 2016, e PAGASA designou Dindo como o nome local, enquanto Lionrock havia iniciado um ciclo de substituição da parede do olho no início daquele dia, enfraquecendo para uma tempestade equivalente à Categoria 2. Após dois dias, no início de 26 de agosto, ele finalmente completou o ciclo de substituição da parede do olho, mas ocorreu um lento fortalecimento. Outros dois dias se passaram até que ela atingiu seu pico máximo como uma tempestade equivalente à Categoria 4, que enfraqueceu rapidamente depois. Em 29 de agosto, Lionrock virou para o noroeste devido a um sistema de alta pressão localizado a leste do Japão, colocando-o em uma direção para a região nordeste do país. Lionrock atingiu a costa perto de Ōfunato, uma cidade na província de Iwate, no Japão. Isso fez do Lionrock o primeiro ciclone tropical a atingir a costa do Pacífico na região de Tōhoku, no Japão, desde que a Agência Meteorológica do Japão começou a manter registos em 1951.

### Tempestade tropical Kompasu
No dia 18 de agosto, o JMA passou a monitorar uma depressão tropical que se desenvolveu, cerca de 1 300 km ao nordeste de Guam. O JTWC começou a emitir avisos no dia seguinte, pois foi imediatamente classificado como uma tempestade tropical e o identificador de 13W. O JMA fez o mesmo no início de 20 de agosto e foi batizado de Kompasu. Apesar do cisalhamento do vento e de um LLCC exposto, faixas fortemente curvas foram relatadas embutidas na extensão norte de uma circulação muito ampla de "giro de monção". Ambas as agências relataram que o Kompasu atingiu seu pico de força como uma tempestade tropical mínima com uma pressão barométrica mínima de cerca de 994 mbar. Mais tarde naquele dia, a convecção profunda de Kompasu diminuiu rapidamente, pois estava localizada em ambientes marginalmente favoráveis, com vento de baixo cisalhamento e temperaturas da superfície do mar de cerca de 26 graus Celsius. Em 21 de agosto, o JTWC rebaixou Kompasu a uma depressão tropical e publicou o seu boletim final sobre o sistema. A JMA fez o mesmo e emitiu seu parecer final sobre o Kompasu durante a transição para um sistema extratropical.
As enchentes em Hokkaido mataram uma pessoa quando um motorista ficou preso em seu carro inundado.

### Depressão tropical 14W
Durante 23 de agosto, a depressão tropical 14W desenvolveu cerca de 75 km a leste da Base da Força Aérea de Andersen, Guam. Movendo-se para o norte no dia seguinte, o LLCC de 14W ficou exposto com uma assinatura convectiva em deterioração. A convecção profunda em chamas tornou-se desorganizada em um centro fracamente definido devido ao forte cisalhamento do vento norte; o JTWC avaliou ventos de 14W apenas a 25 nós. Devido a um LLCC em rápida deterioração com pequenas explosões de convecção, tanto o JMA quanto o JTWC emitiram seu aviso final em 14W no mesmo dia.

### Tufão Namtheun (Enteng)
Uma área de baixa pressão desenvolveu-se em uma depressão tropical a sudeste de Taiwan no início de 31 de agosto. Mais tarde naquele dia, o JTWC passou a emitir avisos sobre o sistema, atribuindo a designação de 15W. Na madrugada do dia seguinte, 15W havia se intensificado em uma tempestade tropical por ambas as agências, com o JMA dando o nome de Namtheun. O PAGASA, no entanto, começou a emitir avisos sobre Namtheun e considerou-o como uma depressão tropical e deu o nome local Enteng. Apesar da estrutura geral da tempestade ser descrita como "anã" com um LLCC muito pequeno, mas compacto, Namtheun havia começado uma fase de rápida intensificação e um olho de alfinete se desenvolveu; portanto, o JTWC atualizou o Namtheun para um tufão de categoria 1. O JMA, porém, atualizou o Namtheun apenas para uma tempestade tropical severa na época. Mais tarde naquele dia, PAGASA declarou que a tempestade havia saído de sua área de responsabilidade como uma forte tempestade tropical.
Em 2 de setembro, a rápida intensificação se seguiu, pois foi relatado que o Namtheun estava localizado em uma região de temperatura morna da superfície do mar de 30 graus Celsius com alto teor de calor do oceano, portanto, levando o JMA a classificá-lo como um tufão. Namtheun desenvolveu um olho de alfinete 8 nmi (15 km) diâmetro e atingiu a sua força máxima como um tufão de categoria 3 com ventos sustentados de 1 minuto de 185 km/h (115 mph); o JMA, entretanto, declarou a sua força de pico de 10 minutos no início de 3 de setembro com uma pressão barométrica mínima de 955 milibares. Naquela época, o Namtheun era representado com uma estrutura significativamente enfraquecida e uma dissipação de seu olho, portanto, o JTWC rebaixou o Namtheun rapidamente para uma forte Categoria 1. Em 4 de setembro, o Namtheun enfraqueceu para uma tempestade tropical devido à diminuição da convecção, causada por forte cisalhamento do vento sudoeste. Depois de fazer landfall em Nagasaki, Kyushu, o JMA e o JTWC emitiram seu parecer final como uma depressão tropical no início de 5 de setembro.

### Tempestade tropical Malou
No dia 5 de setembro, o JMA passou a monitorar uma depressão tropical, que se havia desenvolvido na prefeitura japonesa de Okinawa. A depressão estava localizada em um ambiente favorável para desenvolvimento posterior, com temperaturas superficiais do mar muito quentes e baixo cisalhamento vertical do vento. No dia seguinte, o sistema moveu-se para nordeste em direção ao continente japonês, antes de ser classificado como uma tempestade tropical e denominado Malou pela JMA em 6 de setembro. No entanto, o JTWC classificou Malou como um sistema híbrido, com características subtropicais e tropicais. Eles também notaram que o desenvolvimento convectivo em torno do centro de circulação de baixo nível do sistema estava sendo prejudicado, uma e também comprido vez que os ventos subtropicais estavam localizados sobre o sistema. Durante o dia 7 de setembro, o sistema começou a acelerar para o norte, antes que o JMA emitisse seu comunicado final sobre o sistema, quando Malou se tornou um ciclone extratropical.

### Tufão Meranti (Ferdie)
Em 8 de setembro, uma depressão tropical se formou em uma região de baixo cisalhamento do vento, dirigida por cristas ao norte e sudoeste, com águas quentes e vazões do sul. O sistema atingiu a intensidade da tempestade tropical às 06:00 UTC em 10 de setembro, recebendo o nome de Meranti.
Bandas de chuva e um nublado central denso continuaram a evoluir conforme o cisalhamento do vento diminuía. No início de 12 de setembro, Meranti atingiu o status de tufão. Um pequeno olho 5.6 mi (9 km) através das tempestades em espiral, e Meranti começou a rápida intensificação. Meranti atingiu rapidamente ventos sustentados estimados de 1 minuto de 285 km/h (177 mph), equivalente à Categoria 5 na escala Saffir-Simpson. Meranti atingiu gradualmente o seu pico de intensidade em 13 de setembro ao passar pelo Estreito de Luzon. A JMA estimou o pico de ventos sustentados de 10 minutos em 220 km/h (140 mph) e uma pressão barométrica mínima de 890 hPa ( mbar ; 26,28 inHg ), enquanto o JTWC estimou ventos sustentados de pico de 1 minuto de 315 km/h (196 mph). Com base na estimativa de pressão da JMA, Meranti estava entre os ciclones tropicais mais intensos. A estimativa de vento do JTWC fez de Meranti o ciclone tropical mais forte do mundo em 2016, superando o ciclone Winston, que teve ventos de 285 km/h (177 mph) quando atingiu Fiji em fevereiro.
No final de 13 de setembro, a tempestade atingiu o continente no dia 83 km2 (32 sq mi)   ilha de Itbayat, na província filipina de Batanes, perto de seu pico de intensidade. Por volta das 03:05 CST de 15 de setembro (19:05 UTC de 14 de setembro), Meranti atingiu o distrito de Xiang'an, Xiamen, em Fuquiém, China, com ventos sustentados de 2 minutos medidos de 173 km/h (107 mph), tornando-o o tufão mais forte de todos os tempos na província de Fuquiém, na China.

### Depressão tropical 17W
Durante 8 de setembro, o JTWC começou a monitorar um distúrbio tropical que se desenvolveu cerca de 1 210 km a oeste de Iwo Jima. Movendo-se para o norte em alguns dias, o JTWC avaliou que o sistema havia se fortalecido na depressão tropical 17W. Apesar do seu LLCC permanecer pequeno, as imagens de satélite mostraram que 17W produziu convecção persistente e algumas faixas em espiral. Mais tarde, um ar mais seco cercou a depressão, pois agora ela estava firmemente inserida no fluxo oeste-sudoeste à frente da zona frontal de latitude média. O JTWC emitiu seu comunicado final em 17W em 12 de setembro, conforme o sistema estava deteriorando-se rapidamente devido ao cisalhamento do vento vertical e enfraqueceu em uma baixa remanescente. No final de 14 de setembro, os remanescente foram absorvidos mais tarde por uma frente próxima antimeridiano.

Na pós-análise do JMA, 17W foi reconhecido como uma depressão tropical e o sistema foi observado pela primeira vez em 10 de setembro.

### Tempestade tropical Rai
Em 11 de setembro, uma depressão tropical formou-se em um ambiente desfavorável para um maior desenvolvimento, cerca de 860 km a nordeste da cidade de Ho Chi Minh, Vietname. As imagens de satélite mostraram que o LLCC de 19W era amplo e definido com algumas bandas convectivas profundas. O seu LLCC ficou exposto, embora a sua convecção profunda permanecesse no local. Embora o JMA tenha declarado que 19W havia se intensificado em uma tempestade tropical, o JTWC considerou que o sistema não atingiu a intensidade da tempestade tropical. Rai atingiu a costa do Vietname Central, cerca de 94 km a sudeste da cidade de Da Nang. Rai degradou-se em uma depressão tropical seis horas depois.
Fortes chuvas no centro do Vietname e no norte da Tailândia causaram enchentes e o rompimento da usina hidrelétrica Bung River 2 na província de Quảng Nam, no Vietname, que liberou 28 milhões de metros cúbicos de água e levou 2 trabalhadores. Quatro navios foram afundados ao longo da costa central do Vietname e 2 outros ficaram encalhados, enquanto 5 casas foram completamente destruídas e 275 outras tiveram seus telhados arrancados. A maioria dos danos ocorreu na província de Nghệ An devido a inundações, no valor de cerca de ₫ 748 mil milhões (US$ 33,6 milhões). No total, Rai causou 12 mortes e danos no valor de ₫ 825 mil milhões (US$ 37 milhões).

### Tufão Malakas (Gener)
Em 11 de setembro, uma depressão tropical formou aproximadamente 36 mi (58 km) ao sul de Hagåtña, Guam. Ao se tornar uma tempestade tropical, foi batizada de Malakas. Em 13 de setembro, Malakas melhorou na sua organização e se tornou uma forte tempestade tropical depois disso. Ao mesmo tempo, Malakas entrou na área de Responsabilidade das Filipinas, com a PAGASA atribuindo o nome local de Gener. Apesar do impedimento pelo fluxo do próximo tufão Meranti, Malakas se intensificou em um tufão.
Em 16 de setembro, Malakas rapidamente se intensificou em um tufão de categoria 4. Malakas atingiu o seu pico de intensidade com ventos sustentados de 1 minuto de 215 km/h (134 mph), ventos sustentados de 10 minutos de 175 km/h (109 mph), e uma pressão de 930 hPa (27,46 inHg) no dia seguinte. Pouco depois, o seu olho ficou cheio de nuvens e irregulares, sinalizando o início do enfraquecimento. Depois de enfraquecer para um tufão de categoria 2, Malakas foi recatalogado para um tufão de categoria 3 em 19 de setembro. Malakas então retomou o enfraquecimento devido à interação terrestre com o Japão. No dia seguinte, Malakas enfraqueceu abaixo da intensidade do tufão, e tornou-se extratropical.

Por volta das 00:00 JST de 20 de setembro (15:00 UTC de 19 de setembro), Malakas atingiu a península de Ōsumi no Japão. Posteriormente, cruzou o Cabo Muroto por volta das 11:00 JST (02:00 UTC) e atingiu o continente sobre Tanabe por volta das 13:30 JST (04:30 UTC).

### Tufão Megi (Helen)
Megi se originou como uma depressão tropical por volta de 722 km leste-sudeste de Guam em 21 de setembro. A depressão se tornou uma tempestade tropical em 23 de setembro. No dia seguinte, Megi intensificou-se para uma forte tempestade tropical. Ao desenvolver um olho, Megi atingiu a intensidade do tufão. Pouco tempo depois, Megi entrou na área de responsabilidade da PAGASA, e o nome local Helen foi atribuído.

Após um dia de leve intensificação, Megi começou a passar por um ciclo de substituição da parede do olho. A partir de então, Megi se intensificou rapidamente ao se aproximar da costa de Taiwan. Megi atingiu o pico de intensidade como um tufão de categoria 3 sobre Taiwan com ventos sustentados de 1 minuto de 205 km/h (127 mph), ventos sustentados de 10 minutos de 155 km/h (96 mph), e uma pressão barométrica mínima de 945 mbar no final de 26 de setembro. No início de 27 de setembro, Megi atingiu a cidade de Hualien, enfraquecendo devido à interação da terra. Megi aterrissou no condado de Hui'an, em Quanzhou, no dia seguinte. Megi continuou se deteriorando enquanto se movia para o interior.{

### Tufão Chaba (Igme)
Em 24 de setembro, uma depressão tropical fraca desenvolveu aproximadamente a 1 445 km leste-nordeste de Guam. O sistema atingiu o status de tempestade tropical e recebeu o nome de Chaba no final do dia seguinte. Em 30 de setembro, Chaba havia se intensificado para uma tempestade tropical severa após a convecção profunda ter evoluído para uma formação de faixas, sob condições muito favoráveis. Durante o dia 1º de outubro, Chaba entrou na área de responsabilidade filipina, com PAGASA dando o nome local de Igme, pois começou a se mover na direção noroeste. Chaba se tornou um tufão depois que sua organização e estrutura melhoraram muito. Durante o dia seguinte, Chaba começou a intensificação explosiva, atingindo a intensidade do supertufão de Categoria 5 com um forte olho largo de 5 nmi (9.3 km). Chaba atingiu seu pico de intensidade com ventos sustentados de 10 minutos de 215 km/h (134 mph), enquanto os ventos sustentados de 1 minuto estavam em 280 km/h (170 mph), e a pressão central mínima foi de 905 mbar. Posteriormente, Chaba começou a enfraquecer conforme seu núcleo se tornou assimétrico, devido ao forte cisalhamento do vento. Ao se aproximar da costa de Busan, Coreia do Sul, Chaba fez a transição para um ciclone extratropical.
A tempestade deixou danos generalizados nas regiões do sul da Coreia do Sul, matando pelo menos 7 e deixando 4 outros desaparecidos. O transporte foi interrompido, com centenas de voos cancelados, enquanto mais de 200 000 residências perderam eletricidade. Chaba foi o tufão mais forte a atingir o país desde o tufão Sanba em 2012.

### Tufão Songda
Um distúrbio tropical entrou na bacia do Pacífico Central no final de 3 de outubro e no dia seguinte, tornou-se uma depressão tropical de aproximadamente 1 333 km leste-sudeste da Ilha Wake. Depois de se mover para o oeste por vários dias, 23W se intensificou em uma tempestade tropical, com o JMA dando o nome de Songda. Em 9 de outubro, uma característica ocular tornou-se aparente em imagens de micro-ondas, e Songda atingiu uma forte intensidade de tempestade tropical. Seis horas depois, Songda se intensificou em um tufão. Songda começou a se aprofundar rapidamente, enquanto formava um olho irregular.
Songda finalmente atingiu seu pico de intensidade como um supertufão de categoria 4, apesar do cisalhamento do vento vertical de 25-30 kt, com ventos sustentados de 10 minutos de 185 km/h (115 mph) e uma pressão mínima de 925 mbar. Pouco depois, Songda enfraqueceu rapidamente à medida que a força do vento aumentou ainda mais, e seu olho ficou cheio de nuvens. O JTWC emitiu o seu comunicado final, classificando Songda como um tufão equivalente à Categoria 3 que se enfraquecia rapidamente. A tempestade estava inserida nos ventos ocidentais profundos de latitude média e localizada sobre águas mais frias que 26 ° C (79 ° F). A JMA rebaixou Songda a uma tempestade tropical severa no seu comunicado final em 13 de outubro, e Songda posteriormente fez a transição para um ciclone extratropical. O remanescente extratropical de Songda passou a afetar a costa oeste da América do Norte com fortes chuvas e ventos.

### Tempestade tropical severa Aere (Julian)
Pouco depois da formação de Songda, outra depressão tropical se desenvolveu bem a leste do Grupo de Ilhas Babuyan. Mais tarde naquele dia, a PAGASA chamou o sistema de Julian. Apesar da estrutura desorganizada de Julian, as condições eram favoráveis para o desenvolvimento, com vento forte e moderado e temperaturas superficiais do mar muito quentes. Após um aumento significativo de convecção, o sistema tornou-se uma tempestade tropical, recebendo o nome de Aere. Aere tornou-se uma forte tempestade tropical no dia seguinte. Pouco depois, Aere atingiu sua intensidade máxima com ventos de 10 minutos de 110 km/h (68 mph), apenas tímido da força do tufão. A ressurgência induziu o enfraquecimento, e Aere enfraqueceu para uma tempestade tropical. Em 10 de outubro, o LLCC de Aere ficou exposto devido ao cisalhamento do vento sudoeste, e Aere degenerou em uma depressão tropical. O JMA rastreou seus remanescentes enquanto se movia para sudoeste até que se enfraqueceu para uma área de baixa pressão no final de 11 de outubro.
Em 13 de outubro, a área de baixa pressão bem marcada de Aere foi regenerada em uma depressão tropical, e foi rastreada pelo JMA até que se dissipou totalmente em 14 de outubro.
A maior parte dos danos foi relatada principalmente no Vietname, especialmente na região central, onde os danos estimados para obras de transporte foram de 130 mil milhões de ₫ (US$ 5,83 milhões). Um total de 25 casas foram destruídas, enquanto 949 foram danificadas. Na agricultura, 3,14 ha de arroz e 11,5 ha de safras foram danificados. No total, a inundação pela tempestade causou ₫ 4.6 mil bilhões (US$ 209 milhões) de danos.

### Tufão Sarika (Karen)
Sarika foi notada pela primeira vez como uma depressão tropical localizada a cerca de 1,200 km (750 mi) a leste-sudeste de Manila, Filipinas. Quando a 24W entrou em sua área de responsabilidade, a PAGASA atribuiu a ela o nome local de Karen. Em 13 de outubro, as imagens mostravam uma ampla LLCC; as temperaturas da superfície do mar eram altas, em 31 ° C (88 ° F). Horas depois, o sistema se tornou uma tempestade tropical, com o JMA chamando-o de Sarika. Sarika continuou a se organizar e atingiu uma forte intensidade de tempestade tropical. Várias horas depois, Sarika começou a formar uma feição visual ao se tornar um tufão. A tempestade finalmente atingiu o seu pico de intensidade como um tufão de categoria 4 com ventos sustentados de 1 minuto de 215 km/h (134 mph) e uma pressão barométrica mínima de 935 mbar. No início de 16 de outubro, Sarika atingiu a costa em Baler, Aurora. Enfraquecimento dramático ocorreu quando Sarika atravessou as ilhas. Depois de se mover para o oeste rapidamente por dois dias, Sarika enfraqueceu para uma forte tempestade tropical quando atingiu o continente em Ainão. Sarika continuou a enfraquecer ao fazer seu desembarque final sobre a fronteira do Vietname e China, e se dissipou mais tarde naquele dia.

### Tufão Haima (Lawin)
Durante 14 de outubro, o JMA e o JTWC relataram que uma depressão tropical havia desenvolvido cerca de 700 km nas Ilhas Carolinas, ao sul de Guam. Durante aquele dia, o centro de circulação de baixo nível das depressões se consolidou rapidamente, enquanto faixas de convecção atmosférica se formaram e envolveram o centro.  Como resultado, os dois centros de alerta relataram que a depressão se transformou em uma tempestade tropical, logo no dia seguinte com o nome do JMA de Haima.
No início de 15 de outubro, a depressão intensificou-se para uma tempestade tropical e recebeu o nome de Haima. Neste ponto do tempo, Haima estava localizada em um ambiente muito favorável com conteúdo de calor oceânico muito alto, vento de cisalhamento muito baixo e SSTs quentes. Três horas depois, Haima se intensificou em uma forte tempestade tropical. Com muito bom fluxo radial, e ainda estando situado em um ambiente extremamente favorável, Haima rapidamente se intensificou em um super tufão de categoria 4. No final do tempo, a PAGASA anunciou que o presidente havia entrado em sua área de responsabilidade, atribuindo-lhe o nome de "Lewin". Haima continuou a se intensificar, atingindo o status de super tufão de categoria 5 no final de 18 de outubro. O supertufão Haima (Lawin) intensificou-se ainda mais, e a PAGASA usou o termo "supertufão" em Haima pela primeira vez desde que foi introduzido em maio de 2015 devido à devastação do Tufão Haiyan em 2013. PAGASA também levantou o Sinal # 5 nas províncias de Cagayánn e Isabela, o que tornou uma tempestade muito perigosa. Devido à interação com a terra, o tufão Haima enfraqueceu para uma tempestade de categoria 4 e atingiu Luzon. O tufão Haima enfraqueceu depois de atingir as Filipinas, e atingiu Hong Kong como uma tempestade enfraquecida de Categoria 1, na qual o Sinal no. 8 foi gerado. Em 22 de outubro, Haima se tornou extratropical e se dissipou em 26 de outubro.

Os danos totais nas Filipinas foram de $ 3,74 mil milhões (US$ 77,6 milhões).

### Tufão Meari
Em 31 de outubro, o JMA começou a rastrear uma depressão tropical de cerca de 287 km ao sul de Guam. No final de 2 de novembro, a organização aumentou conforme o JTWC atualizou o sistema para uma depressão tropical com o identificador de 26W. O JMA, no entanto, havia atualizado 26W para uma tempestade tropical, dando o nome de Meari no início do dia seguinte. Com uma LLCC em rápida consolidação, o JTWC seguiu o exemplo de atualização para uma tempestade tropical. Em 4 de novembro, agora movendo-se para o norte, as faixas de alimentação estavam cobrindo o seu muito amplo e compacto LLCC e, portanto, Meari intensificou-se em uma forte tempestade tropical. Horas depois, a formação de bandas convectivas profundas com um nublado denso central (CDO) visto de imagens de satélite levou o JTWC e o JMA a atualizar o Meari para um tufão. No dia seguinte, a organização seguiu com uma convecção profunda envolvendo o seu centro e seu recurso CDO se tornando mais simétrico. Meari intensificou-se em um tufão de categoria 2. Durante o curso de 6 de novembro, Meari atingiu o pico de intensidade apenas como Categoria 2, com ventos sustentados de 10 minutos de 155 km/h (96 mph) e uma pressão barométrica mínima de 955 mbar.
Mais tarde naquele dia, Meari começou a se mover para o nordeste rapidamente com um forte escoamento em direção aos pólos, pois começou a interagir com forte cisalhamento do vento vertical. O JTWC rebaixou o Meari para categoria 1. Em 7 de novembro, o JTWC emitiu o seu parecer final sobre o Meari devido ao fato da sua estrutura convectiva ter se tornado frontal, portanto, já havia passado e também comprido pela transição para um ciclone extratropical. O JMA fez o mesmo três horas depois. Os remanescentes extratropicais de Meari foram posteriormente absorvidos por outro ciclone extratropical maior no início de 10 de novembro.

### Depressão tropical
Em 2 de novembro, uma depressão tropical formou-se a oeste de Sabá, na Malásia. Em 5 de novembro, atingiu o continente no sul do Vietname e moveu-se para o oeste até se dissipar em 6 de novembro.
A depressão exacerbou as chuvas torrenciais e fortes enchentes que afetaram o centro e o sul do Vietname desde meados de outubro, danificando mais de 20.000 casas. Um total de 15 pessoas morreram e os danos totais alcançaram ₫ 1.073 mil bilhões (US$ 48,1 milhões) no Vietname a partir de 1º de novembro, embora um total de 35 tenham sido mortos desde a enchente de outubro. Moradores teram dito que o país sofreu sua pior enchente desde 2011.

### Tempestade tropical Ma-on
No dia 8 de novembro, o JMA começou a rastrear uma depressão tropical que havia formado várias milhas náuticas a leste das Ilhas Marianas. Mais tarde naquele dia, o JTWC começou a iniciar os avisos, dando-lhe a designação 27W. Durante o dia seguinte, o JMA atualizou 27W para uma tempestade tropical, batizando-a de Ma-on, devido à convecção curva profunda, apesar do LLCC do sistema estar exposto. O JTWC fez o mesmo, atualizando-o para uma tempestade tropical depois que o sistema se tornou mais simétrico com convecção profunda em uma área de baixo cisalhamento do vento. Mais tarde naquele dia, Ma-on atingiu a sua intensidade máxima com ventos sustentados de 10 minutos de 75 km/h (47 mph) e uma pressão mínima de 1002 mbar. Apesar da previsão de fortalecimento adicional, o seu LLCC ficou exposto à medida que as condições favoráveis começaram a se deteriorar. Ambas as agências rebaixaram Ma-on a uma depressão tropical e emitiram os seus avisos finais, embora, o JMA rastreou Ma-on até 13 de novembro.

### Depressão tropical 28W
Durante o dia 9 de novembro, o JMA informou que uma depressão tropical havia se desenvolvido, cerca de 455 km a leste-nordeste do Atol de Kwajalein nas Ilhas Marshall. Ao longo dos próximos dias, o sistema moveu-se para o oeste através das Ilhas Marshall, onde gradualmente se consolidou em um ambiente favorável para um maior desenvolvimento. Durante 11 de novembro, o JTWC deu início a avisos e designou o sistema como depressão tropical 28W, depois que a convecção atmosférica começou a envolver o centro de circulação de baixo nível definido semanalmente. No entanto, como o sistema estava localizado dentro de uma área de cisalhamento do vento vertical baixo a moderado, a convecção atmosférica associada ao sistema se dissipou rapidamente. O sistema posteriormente degenerou em uma onda tropical, antes de ser notado pela última vez por ambos os centros de alerta durante 12 de novembro.

### Tempestade tropical severa Tokage (Marce)
Durante 23 de novembro, PAGASA começou a monitorar uma depressão tropical que se desenvolveu cerca de 420 km a leste de Hinatuan, Surigao del Sur. O JMA, no entanto, rastreou a depressão em 24 de novembro. O JTWC logo seguiria o exemplo, designando-o como "29W". Durante o resto do dia, a depressão foi gradualmente se organizando em condições favoráveis, antes que a PAGASA relatasse que a depressão tropical "Marce" havia atingido a ilha de Siargao por volta das 12:00 UTC (8:00 PM PST ) do mesmo dia. O JTWC também seguirá o exemplo em breve.  Em 12:00 UTC de 25 de novembro, o JMA relatou que "Marce" se tornou uma tempestade tropical enquanto cruzava o Mar das Visayas, chamando-a de "Tokage". Por volta das 21:00 UTC do mesmo dia, o PAGASA relatou que "Marce" se tornou uma tempestade tropical enquanto se aproximava da Ilha Panay. O tokage emergiria no estreito de Mindoro ao fazer seu segundo landfall e atravessar as ilhas Calamian. Pouco depois de emergir no Mar Ocidental das Filipinas em 26 de novembro, JMA relatou que Tokage atingiu brevemente seu pico de intensidade de 95 km/h (50 nós) e uma pressão de 992 hpa. O JTWC seguiria o exemplo, atualizando o Tokage para um tufão de categoria 1, atingindo seu pico de intensidade de 135 km/h (75 nós) e uma pressão de 967 hPa, enquanto enfraquece para uma tempestade tropical às 12:00 UTC do mesmo dia.  Por volta das 03:00 UTC (11:00 PST) de 26 de novembro, o PAGASA relatou que Tokage se intensificou ligeiramente enquanto a tempestade está se intensificando novamente no Mar das Filipinas Ocidental. No dia seguinte, o JTWC relatou que o Tokage recuperou seu status de categoria 1 e atingiu seu pico de intensidade secundária com 145 km/h (80 nós) e uma pressão de 963 hPa. Posteriormente, o Tokage enfraqueceu rapidamente abaixo da intensidade do tufão às 12:00 UTC do mesmo dia, abaixo da intensidade da tempestade tropical às 18:00 UTC, e ambas as agências descontinuaram os avisos às 00:00 UTC de 28 de novembro. A PAGASA, no entanto, suspendeu as advertências para a depressão tropical "Marce" 3 horas depois, por volta das 11h. PST.
Um total de 2.980 famílias foram afetadas durante a passagem de Tokage, e apenas 712 famílias foram evacuadas para seus centros de evacuação designados e 67 famílias foram atendidas do lado de fora. Um total de 46 municípios e 9 cidades nas regiões Mimaropa, 6, 7, 8, 10, NIR e CAR suspenderam suas classes durante a tempestade, um total de 32 voos foram cancelados, um total de 6 linhas de transmissão foram afetadas em Visayas, 2 deslizamentos de terra foram relatados em Sogod, Southern Leyte e Baybay, Leyte, 8 incidentes de enchentes foram relatados em torno de Oriental Mindoro, Romblon e Negros Occidental. Um total de 16 casas foram destruídas durante a tempestade (total ou parcialmente), 40 hectares de palay ao estágio de perfilhamento e 15 hectares em estágio de maturação foram danificados em algumas partes de Iloilo, e um total de $ 1.500.000 (US $ 28.788) conforme danos relatados à infraestrutura. Em resposta, o DSWD forneceu um total de $ 24,9049,57 ($ 47,79,58 USD) para as famílias afetadas em Surigao do Norte e Surigao do Sul.

### Tufão Nock-ten (Nina)
Nock-ten foi notado pela primeira vez como uma depressão tropical em 21 de dezembro, e rapidamente se organizou em uma tempestade tropical. O sistema atingiu forte intensidade de tempestade tropical no dia seguinte, e intensidade de tufão no dia seguinte. Nessa época, um olho bem definido formou-se, e a tempestade começou a se intensificar rapidamente. Nock-ten atingiu seu pico de intensidade como um supertufão equivalente a Categoria 5 com ventos sustentados de 1 minuto de 260 km/h (160 mph) em 25 de dezembro, tornando-se o ciclone tropical mais forte registado no dia de Natal em qualquer lugar do mundo desde pelo menos 1960 em termos de ventos sustentados por 1 minuto. Pouco tempo depois, a interação terrestre proporcionou enfraquecimento, com o aquecimento do topo das nuvens, e o tufão fez seu primeiro landfall sobre Catanduanes como um supertufão equivalente a categoria 4 com ventos sustentados de 1 minuto de 250 km/h (160 mph).  Nock-ten emergiu no Mar da China Meridional como um tufão mínimo, onde o forte cisalhamento do vento vertical associado a uma onda de frio levou ao enfraquecimento contínuo, com o centro de circulação de baixo nível ficando exposto. A JMA emitiu o seu parecer final sobre o sistema no final de 27 de dezembro e o JTWC fez o mesmo no início de 28 de dezembro.

### Outros sistemas
No dia 23 de junho, o JMA começou a monitorar uma ampla depressão tropical que havia se desenvolvido, cerca de 420 km ao sudoeste de Manila, nas Filipinas. O sistema estava localizado em um ambiente favorável para desenvolvimento posterior, mas não era esperado que se desenvolvesse mais significativamente, uma vez que se esperava que um nível superior baixo se movesse sobre o sistema. Nos próximos dias, o sistema moveu-se para noroeste, antes de se dissipar e se tornar uma área remanescente de baixa pressão durante 25 de junho. No entanto, os remanescentes do sistema foram rastreados até atingirem o centro do Vietnã em 27 de junho.  O sistema foi responsável por algumas chuvas fortes no centro e no sul do Vietname. A JMA atualizou uma área de baixa pressão a leste de Taiwan para uma depressão tropical em 6 de agosto. O sistema atingiu o leste da China em 9 de agosto.
Em 10 de agosto, o JMA informou que uma depressão tropical havia se desenvolvido, cerca de 300 km ao sudeste da Ilha de Ishigaki. No dia seguinte, o sistema moveu-se para noroeste, dentro de um ambiente marginal para maior desenvolvimento, antes de passar pelo norte de Taiwan e se mover para o Mar da China Oriental. Posteriormente, o sistema continuou em direção ao oeste, antes de ser notado pela última vez, uma vez que atingiu o sul da China naquele dia. Durante 12 de agosto, uma depressão tropical se desenvolveu perto da costa de Taiwan, cerca de 160 km ao sudeste de Taipei. O sistema posteriormente atingiu a ilha, antes de ser notado pela última vez durante o dia seguinte, quando se dissipou em Taiwan. Uma depressão tropical apareceu brevemente sobre o Golfo de Tonquim no início de 16 de agosto. Uma depressão tropical persistiu a leste das Ilhas Marianas Setentrionais na tarde de 17 de agosto. O sistema foi observado pela última vez no dia seguinte e levou à formação da tempestade tropical Kompasu. Durante o dia 24 de agosto, duas depressões tropicais desenvolveram-se brevemente; um no Mar da China Meridional e um no nordeste das Ilhas Marianas. However, the system over the South China Sea briefly developed into a tropical depression twice on August 25 and 27. No entanto, o sistema sobre o mar do Sul da China rapidamente se desenvolveu para uma depressão tropical duas vezes em 25 e 27 de agosto. Uma depressão tropical se formou ao norte da Ilha Wake no início de 30 de agosto, e se tornou extratropical no dia seguinte.
Em 10 de setembro, o JMA monitorou brevemente uma depressão tropical a leste de Okinawa. Em 15 de outubro, o JMA informou que uma depressão tropical havia entrado na bacia do Pacífico Central. O sistema moveu-se na direção oeste até se dissipar várias horas depois, no mesmo dia. Em 1º de novembro, o JMA começou a rastrear uma depressão tropical de cerca de 704 km a leste da Base da Força Aérea de Andersen, Guam. Mais tarde, naquele mesmo dia, o JMA começou a emitir avisos sobre a depressão, enquanto o JTWC emitiu um Alerta de formação de ciclone tropical, embora o tenha cancelado no início de 2 de novembro. O sistema moveu-se para o norte até que o JMA emitiu seu aviso final, uma vez que interagiu com as bandas de chuva externas do tufão Meari próximo e se tornou extratropical em 5 de novembro. Durante o dia 10 de dezembro, o JMA começou a monitorar uma depressão tropical que se desenvolveu cerca de 415 km ao sudeste da cidade de Ho-Chi-Minh, no sul do Vietnã. Nos próximos dias, o sistema moveu-se lentamente para o oeste sem se desenvolver mais, antes de atingir o continente e se dissipar no sul do Vietname durante o dia 13 de dezembro. A depressão causou chuvas torrenciais e fortes enchentes desde meados de dezembro no centro e sul do Vietname, onde pelo menos 24 pessoas morreram e os danos totais chegaram a pelo menos ₫ 1,21 mil bilhões (US$ 53,4 milhões) no Vietname.  Em 27 de dezembro, o JMA monitorou brevemente uma depressão tropical localizada perto de Chuuk, que se dissipou mais tarde no mesmo dia.

## Nomes de tempestades
No noroeste do Oceano Pacífico, a Agência Meteorológica do Japão (JMA) e a Administração de Serviços Atmosféricos, Geofísicos e Astronômicos das Filipinas (PAGASA) atribuem nomes aos ciclones tropicais que se desenvolvem no Pacífico Ocidental, o que pode resultar em um ciclone tropical com dois nomes. RSMC Tóquio da Agência Meteorológica do Japão - O Typhoon Center atribui nomes internacionais a ciclones tropicais em nome do Comitê de Tufões da Organização Meteorológica Mundial, caso sejam considerados como tendo velocidades de vento sustentadas de 10 minutos de 65 km/h. PAGASA denomina ciclones tropicais que se movem ou se formam como depressão tropical em sua área de responsabilidade localizada entre 135° E e 115° E e entre 5° N e 25° N, mesmo que o ciclone tenha um nome internacional atribuído a ele. Os nomes de ciclones tropicais importantes foram retirados, tanto pelo PAGASA quanto pelo Comitê do Tufão. Se a lista de nomes para a região das Filipinas se esgotar, os nomes serão retirados de uma lista auxiliar, da qual os dez primeiros são publicados a cada temporada. Os nomes não utilizados são marcados em cinzento.

### Nomes internacionais
Durante a temporada de 26 tempestades tropicais desenvolveram-se no Pacífico Ocidental e cada uma foi nomeada pelo JMA, quando o sistema foi julgado como tendo velocidades de vento sustentadas de 10 minutos de 65 km/h. A JMA selecionou os nomes de uma lista de 140 nomes, que foi desenvolvida pelas 14 nações e territórios membros do Comitê de Tufões da ESCAP/OMM. Durante a temporada, o nome Rai foi usado pela primeira vez após ter sido substituído pelo nome Fanapi na temporada de 2010.
| Nepartak | Lupit | Mirinae | Nida | Omais | Conson | Chanthu | Dianmu | Mindulle | Lionrock | Kompasu | Namtheun | Malou    |
| Meranti  | Rai   | Malakas | Megi | Chaba | Aere   | Songda  | Sarika | Haima    | Meari    | Ma-on   | Tokage   | Nock-ten |

Após a temporada, o Typhoon Committee retirou os nomes Meranti, Sarika, Haima e Nock-ten das listas de nomes e, em fevereiro de 2018, os nomes foram substituídos por Nyatoh, Trases, Mulan e Hinnamnor para as temporadas futuras, respectivamente.

### Filipinas
| Ambo           | Butchoy                | Carina                 | Dindo                  | Enteng                            |
| Ferdie         | Gener                  | Helen                  | Igme                   | Julian                            |
| Karen          | Lawin                  | Marce                  | Nina                   | Ofel (sem usar)                   |
| Pepito         | Quinta (sem ser usado) | Rolly (sem ser usado)  | Siony (sem ser usado)  | Tonyo (sem usar) (sem ser usado)  |
| Ulysses        | Vicky (sem ser usado)  | Warren (sem ser usado) | Yoyong (sem ser usado) | Zosimo (sem usar) (sem ser usado) |
| Auxiliary list |                        |                        |                        |                                   |
| Alakdan        | Baldo (sem ser usado)  | Clara (sem ser usado)  | Dencio (sem ser usado) | Estong (sem usar) (sem ser usado) |
| Felipe         | Gomer (sem ser usado)  | Heling (sem ser usado) | Ismael (sem ser usado) | Julio (sem usar) (sem ser usado)  |

Durante a temporada, a PAGASA usou o seu próprio esquema de nomenclatura para os 14 ciclones tropicais, que se desenvolveram ou se moveram para sua área de responsabilidade autodefinida. Os nomes foram retirados de uma lista de nomes, que foi usada pela última vez em 2012 e está programada para ser usada novamente em 2020. Todos os nomes são iguais, exceto Pepito, que substituiu o nome Pablo após sua aposentadoria. O nome Gardo foi substituído por Gomer depois que Gardo foi adicionado à lista principal do PAGASA no lugar de Glenda, que foi aposentada após a temporada de 2014. Após a temporada, os nomes Karen, Lawin e Nina foram aposentados pela PAGASA, já que causaram mais de 1 bilhão de dólares em danos. Eles foram posteriormente substituídos na lista pelos nomes Kristine, Leon e Nika. para a temporada de tufões do Pacífico de 2020.

## Efeitos sazonais
Esta tabela listará todas as tempestades que se desenvolveram no noroeste do Oceano Pacífico a oeste da Linha Internacional de Data e ao norte do equador durante 2016. Ele incluirá sua intensidade, duração, nome, áreas afetadas, mortes e totais de danos. Os valores de classificação e intensidade serão baseados em estimativas conduzidas pela JMA. Todos os números de danos serão em 2016 USD. Danos e mortes em uma tempestade incluem quando a tempestade foi uma onda precursora ou um ciclone extratropical.
| Nome                | Datas ativo                   | Classificação máxima       | Velocidade de vento sustentados | Pressão               | Áreas afetadas                                           | Danos (USD)     | Fatalidades | Refs                           |
| ------------------- | ----------------------------- | -------------------------- | ------------------------------- | --------------------- | -------------------------------------------------------- | --------------- | ----------- | ------------------------------ |
| 01W                 | 25 – 27 de maio               | Depressão tropical         | Não definido                    | 1000 hPa (29.53 inHg) | Sul da China                                             | $9 140 000      | Nenhum      | [ 20 ]                         |
| TD                  | 22 de junho – 23              | Depressão tropical         | 55 km/h                         | 1006 hPa (29.71 inHg) | Vietname                                                 | Nenhum          | Nenhum      |                                |
| Ambo                | 25 de junho – 28              | Depressão tropical         | 55 km/h                         | 1004 hPa (29.65 inHg) | Filipinas, Sul da China                                  | Nenhum          | Nenhum      |                                |
| Nepartak (Butchoy)  | 2 de julho – 10               | Tufão violento             | 205 km/h                        | 900 hPa (26.58 inHg)  | Filipinas, Ilhas Ryukyu Taiwan, Leste da China           | $1 886 000 000  | 111         | [ 373 ] [ 20 ]                 |
| 03W                 | 15 de julho – 20              | Depressão tropical         | Não definido                    | 1006 hPa (29.71 inHg) | Ilhas Ryukyu                                             | Nenhum          | Nenhum      |                                |
| Lupit               | 22 de julho – 24              | Tempestade tropical        | 75 km/h                         | 1000 hPa (29.53 inHg) | Nenhum                                                   | Nenhum          | Nenhum      |                                |
| Mirinae             | 25 de julho – 28              | Tempestade tropical severa | 100 km/h                        | 980 hPa (28.94 inHg)  | Sul China, Indochina                                     | $380 580 000    | 7           | [ 15 ] [ 374 ] [ 20 ]          |
| Nida (Carina)       | 29 de julho – 3 de agosto     | Tempestade tropical severa | 110 km/h                        | 975 hPa (28.79 inHg)  | Filipinas, Taiwan Sul China, Vietname                    | $316 400 000    | 10          | [ 15 ] [ 374 ] [ 20 ] [ 375 ]  |
| Omais               | 2 de agosto – 9               | Tempestade tropical severa | 110 km/h                        | 975 hPa (28.79 inHg)  | Ilhas Marianas, Japão, Rússia                            | Nenhum          | Nenhum      |                                |
| TD                  | 6 de agosto – 9               | Depressão tropical         | Não definido                    | 998 hPa (29.47 inHg)  | Ilhas Ryukyu, Leste China                                | Nenhum          | Nenhum      |                                |
| Conson              | 7 de agosto – 14              | Tempestade tropical        | 85 km/h                         | 985 hPa (29.09 inHg)  | Japão, Rússia                                            | Nenhum          | Nenhum      |                                |
| TD                  | 10 de agosto – 13             | Depressão tropical         | Não definido                    | 996 hPa (29.41 inHg)  | Ilhas Ryukyu, Taiwan, Leste da China                     | Nenhum          | Nenhum      |                                |
| TD                  | 10 de agosto – 12             | Depressão tropical         | Não definido                    | 1010 hPa (29.83 inHg) | Atol Midway                                              | Nenhum          | Nenhum      |                                |
| Chanthu             | 12 de agosto – 17             | Tempestade tropical severa | 100 km/h                        | 980 hPa (28.94 inHg)  | Japão, Leste da Rússia                                   | $94 700 000     | Nenhum      |                                |
| TD                  | 12 de agosto – 13             | Depressão tropical         | Não definido                    | 1002 hPa (29.59 inHg) | Taiwan                                                   | Nenhum          | Nenhum      |                                |
| Dianmu              | 15 de agosto – 19             | Tempestade tropical        | 75 km/h                         | 980 hPa (28.94 inHg)  | Sul da China, Indochina, Bangladesh, Índia               | $570 057 000    | 23          | [ 15 ] [ 376 ] [ 20 ]          |
| TD                  | 15 de agosto – 16             | Depressão tropical         | Não definido                    | 996 hPa (29.41 inHg)  | Sul da China, Vietname                                   | Nenhum          | Nenhum      |                                |
| Mindulle            | 17 de agosto – 23             | Tufão                      | 120 km/h                        | 975 hPa (28.79 inHg)  | Ilhas Marianas, Japão                                    | $448 300 000    | 2           | [ 375 ]                        |
| Lionrock (Dindo)    | 17 de agosto – 30             | Tufão muito forte          | 165 km/h                        | 940 hPa (27.76 inHg)  | Japão, Rússia, Nordeste da China, Coreia do Norte        | $3 938 000 000  | 550         | [ 377 ] [ 373 ]                |
| Kompasu             | 18 de agosto – 21             | Tempestade tropical        | 65 km/h                         | 994 hPa (29.35 inHg)  | Japão, Leste da Rússia                                   | Nenhum          | 1           |                                |
| TD                  | 23 de agosto – 24             | Depressão tropical         | Não definido                    | 1000 hPa (29.53 inHg) | Filipinas                                                | Nenhum          | Nenhum      |                                |
| 14W                 | 24 de agosto                  | Depressão tropical         | 55 km/h                         | 1002 hPa (29.59 inHg) | Ilhas Marianas                                           | Nenhum          | Nenhum      |                                |
| TD                  | 24 de agosto                  | Depressão tropical         | Não definido                    | 1000 hPa (29.53 inHg) | Nenhum                                                   | Nenhum          | Nenhum      |                                |
| TD                  | 27 de agosto                  | Depressão tropical         | Não definido                    | 1004 hPa (29.65 inHg) | Nenhum                                                   | Nenhum          | Nenhum      |                                |
| TD                  | 30 de agosto – 31             | Depressão tropical         | Não definido                    | 1004 hPa (29.65 inHg) | Nenhum                                                   | Nenhum          | Nenhum      |                                |
| Namtheun (Enteng)   | 31 de agosto – September 5    | Tufão                      | 130 km/h                        | 955 hPa (28.20 inHg)  | Taiwan, Coreia do Sul, Japão                             | Nenhum          | Nenhum      |                                |
| Malou               | 5 de setembro – 7             | Tempestade tropical        | 75 km/h                         | 1000 hPa (29.53 inHg) | Japão                                                    | Nenhum          | Nenhum      |                                |
| TD                  | 7 de setembro – 8             | Depressão tropical         | Não definido                    | 998 hPa (29.47 inHg)  | Japão                                                    | Nenhum          | Nenhum      |                                |
| Meranti (Ferdie)    | 8 de setembro – 16            | Tufão violento             | 220 km/h                        | 890 hPa (26.28 inHg)  | Ilhas Marianas, Filipinas, Taiwan, China, Coreia do Sul  | $4 792 000 000  | 47          | [ 378 ] [ 379 ] [ 20 ]         |
| TD                  | 9 de setembro – 10            | Depressão tropical         | Não definido                    | 1008 hPa (29.77 inHg) | Nenhum                                                   | Nenhum          | Nenhum      |                                |
| TD                  | 10 de setembro                | Depressão tropical         | Não definido                    | 1008 hPa (29.77 inHg) | Taiwan                                                   | Nenhum          | Nenhum      |                                |
| 17W                 | 10 de setembro – 12           | Depressão tropical         | 55 km/h                         | 1000 hPa (29.53 inHg) | Nenhum                                                   | Nenhum          | Nenhum      |                                |
| Rai                 | 11 de setembro – 13           | Tempestade tropical        | 65 km/h                         | 996 hPa (29.41 inHg)  | Indochina                                                | $73 960 000     | 14          | [ 15 ]                         |
| Malakas (Gener)     | 11 de setembro – 20           | Tufão muito forte          | 175 km/h                        | 930 hPa (27.46 inHg)  | Ilhas Marianas, Taiwan, Japão                            | $300 000 000    | 1           | [ 380 ] [ 381 ]                |
| Megi (Helen)        | 22 de setembro – 29           | Tufão muito forte          | 155 km/h                        | 945 hPa (27.91 inHg)  | Ilhas Carolinas, Ilhas Ryukyu, Taiwan, China             | $1 567 000 000  | 52          | [ 382 ] [ 20 ]                 |
| Chaba (Igme)        | 24 de setembro – 5 de outubro | Tufão violento             | 215 km/h                        | 905 hPa (26.73 inHg)  | Ilhas Marianas, Japão, Coreia do Sul, Leste da Rússia    | $1 290 000 000  | 10          | [ 383 ] [ 384 ]                |
| Songda              | 4 de outubro – 13             | Tufão muito forte          | 185 km/h                        | 925 hPa (27.32 inHg)  | Noroeste do Pacífico                                     | Nenhum          | Nenhum      |                                |
| Aere (Julian)       | 4 de outubro – 14             | Tempestade tropical severa | 110 km/h                        | 975 hPa (28.79 inHg)  | Filipinas, Taiwan, Sul da China, Vietname, Laos, Camboja | $209 000 000    | 37          | [ 15 ]                         |
| Sarika (Karen)      | 13 de outubro – 19            | Tufão muito forte          | 175 km/h                        | 935 hPa (27.61 inHg)  | Filipinas, Sul da China, Vietname                        | $865 700 000    | 37          | [ 385 ] [ 20 ] [ 386 ] [ 387 ] |
| Haima (Lawin)       | 14 de outubro – 21            | Tufão violento             | 215 km/h                        | 900 hPa (26.58 inHg)  | Ilhas Carolinas, Filipinas, Taiwan, China, Japão         | $972 200 000    | 19          | [ 388 ] [ 389 ] [ 390 ] [ 20 ] |
| TD                  | 15 de outubro                 | Depressão tropical         | Não definido                    | 1008 hPa (29.77 inHg) | Nenhum                                                   | Nenhum          | Nenhum      |                                |
| Meari               | 30 de outubro – 7 de novembro | Tufão                      | 140 km/h                        | 960 hPa (28.35 inHg)  | Ilhas Marianas                                           | Nenhum          | Nenhum      |                                |
| TD                  | 31 de outubro                 | Depressão tropical         | Não definido                    | 1008 hPa (29.47 inHg) | Ilhas Marianas                                           | Nenhum          | Nenhum      |                                |
| TD                  | 1 de novembro – 5             | Depressão tropical         | 55 km/h                         | 998 hPa (29.47 inHg)  | Nenhum                                                   | Nenhum          | Nenhum      |                                |
| TD                  | 2 de novembro – 6             | Depressão tropical         | 55 km/h                         | 1004 hPa (29.65 inHg) | Bornéu, Vietname, Camboja                                | $111 800 000    | 22          | [ 15 ] [ 391 ] [ 392 ]         |
| Ma-on               | 8 de novembro – 13            | Tempestade tropical        | 65 km/h                         | 1002 hPa (29.59 inHg) | Nenhum                                                   | Nenhum          | Nenhum      |                                |
| 28W                 | 9 de novembro – 12            | Depressão tropical         | Não definido                    | 1008 hPa (29.77 inHg) | Ilhas Marshall                                           | Nenhum          | Nenhum      |                                |
| Tokage (Marce)      | 24 de novembro – 28           | Tempestade tropical severa | 95 km/h                         | 992 hPa (29.29 inHg)  | Filipinas, Vietname                                      | $30 000         | 1           | [ 393 ]                        |
| TD                  | 10 de dezembro – 13           | Depressão tropical         | 55 km/h                         | 1004 hPa (29.65 inHg) | Vietnam                                                  | $146 190 000    | 31          | [ 15 ] [ 394 ]                 |
| Nock-ten (Nina)     | 20 de dezembro – 28           | Tufão violento             | 195 km/h                        | 915 hPa (27.02 inHg)  | Ilhas Carolinas, Filipinas, Vietname                     | $123 000 000    | 13          | [ 395 ]                        |
| TD                  | 27 de dezembro                | Depressão tropical         | Não definido                    | 1004 hPa (29.65 inHg) | Nenhum                                                   | Nenhum          | Nenhum      |                                |
| Totais da temporada |                               |                            |                                 |                       |                                                          |                 |             |                                |
|                     | 25 de maio – 28 de dezembro   |                            | 220 km/h                        | 890 hPa (26.28 inHg)  |                                                          | $17 697 640 000 | 971         |                                |